# Stiphrosoma laetum
Stiphrosoma laetum är en tvåvingeart som beskrevs av Johann Wilhelm Meigen 1830. Stiphrosoma laetum ingår i släktet Stiphrosoma och familjen sumpflugor. Arten är reproducerande i Sverige. Inga underarter finns listade i Catalogue of Life.